# Sérifontaine
Sérifontaine és un municipi francès, situat al departament de l'Oise i a la regió dels Alts de França. L'any 2007 tenia 2.531 habitants.

## Demografia
| Evolució de la població |      |      |      |      |      |      |      |      |
| 1793                    | 1800 | 1806 | 1821 | 1831 | 1836 | 1841 | 1846 | 1851 |
| 562                     | 576  | 727  | 723  | 799  | 1001 | 923  | 861  | 840  |

| 1856 | 1861 | 1866 | 1872 | 1876 | 1881 | 1886 | 1891 | 1896 |
| ---- | ---- | ---- | ---- | ---- | ---- | ---- | ---- | ---- |
| 864  | 928  | 930  | 980  | 1154 | 1364 | 1235 | 1252 | 1353 |

| 1901 | 1906 | 1911 | 1921 | 1926 | 1931 | 1936 | 1946 | 1954 |
| ---- | ---- | ---- | ---- | ---- | ---- | ---- | ---- | ---- |
| 1455 | 1494 | 1473 | 1545 | 1986 | 1785 | 1506 | 1411 | 1734 |

| 1962 | 1968 | 1975 | 1982 | 1990 | 1999 | 2006 | 2011 | 2016 |
| ---- | ---- | ---- | ---- | ---- | ---- | ---- | ---- | ---- |
| 2028 | 2209 | 2340 | 2358 | 2477 | 2632 | 2553 | 2844 | -    |

| 2019 | - | - | - | - | - | - | - | - |
| ---- | - | - | - | - | - | - | - | - |
| -    | - | - | - | - | - | - | - | - |

El 2007 la població de fet de Sérifontaine era de 2.531 persones. Hi havia 1.008 famílies de les quals 265 eren unipersonals (120 homes vivint sols i 145 dones vivint soles), 263 parelles sense fills, 368 parelles amb fills i 112 famílies monoparentals amb fills.
La població ha evolucionat segons el següent gràfic:
Habitants censats

### Habitatges
El 2007 hi havia 1.085 habitatges, 1.019 eren l'habitatge principal de la família, 21 eren segones residències i 45 estaven desocupats. 790 eren cases i 292 eren apartaments. Dels 1.019 habitatges principals, 642 estaven ocupats pels seus propietaris, 363 estaven llogats i ocupats pels llogaters i 14 estaven cedits a títol gratuït; 19 tenien una cambra, 92 en tenien dues, 206 en tenien tres, 345 en tenien quatre i 357 en tenien cinc o més. 675 habitatges disposaven pel capbaix d'una plaça de pàrquing. A 543 habitatges hi havia un automòbil i a 325 n'hi havia dos o més.

### Piràmide de població
La piràmide de població per edats i sexe el 2009 era:
| Homes | Edats   | Dones |
| ----- | ------- | ----- |
| 0     | 95 o +  | 0     |
| 0     | 90 a 94 | 0     |
| 16    | 85 a 89 | 8     |
| 28    | 80 a 84 | 28    |
| 40    | 75 a 79 | 52    |
| 52    | 70 a 74 | 60    |
| 60    | 65 a 69 | 48    |
| 32    | 60 a 64 | 48    |
| 76    | 55 a 59 | 76    |
| 72    | 50 a 54 | 60    |
| 64    | 45 a 49 | 92    |
| 128   | 40 a 44 | 116   |
| 112   | 35 a 39 | 88    |
| 76    | 30 a 34 | 84    |
| 88    | 25 a 29 | 92    |
| 68    | 20 a 24 | 60    |
| 88    | 15 a 19 | 76    |
| 133   | 10 a 14 | 108   |
| 136   | 5 a 9   | 84    |
| 112   | 0 a 4   | 40    |

## Economia
El 2007 la població en edat de treballar era de 1.679 persones, 1.225 eren actives i 454 eren inactives. De les 1.225 persones actives 1.073 estaven ocupades (591 homes i 482 dones) i 152 estaven aturades (69 homes i 83 dones). De les 454 persones inactives 120 estaven jubilades, 174 estaven estudiant i 160 estaven classificades com a «altres inactius».

### Ingressos
El 2009 a Sérifontaine hi havia 1.022 unitats fiscals que integraven 2.622,5 persones, la mediana anual d'ingressos fiscals per persona era de 16.993 €.

### Activitats econòmiques
Dels 79 establiments que hi havia el 2007, 4 eren d'empreses alimentàries, 5 d'empreses de fabricació d'altres productes industrials, 17 d'empreses de construcció, 15 d'empreses de comerç i reparació d'automòbils, 6 d'empreses de transport, 3 d'empreses d'hostatgeria i restauració, 1 d'una empresa d'informació i comunicació, 2 d'empreses financeres, 4 d'empreses immobiliàries, 6 d'empreses de serveis, 7 d'entitats de l'administració pública i 9 d'empreses classificades com a «altres activitats de serveis».
Dels 29 establiments de servei als particulars que hi havia el 2009, 1 era una oficina d'administració d'Hisenda pública, 1 oficina de correu, 4 tallers de reparació d'automòbils i de material agrícola, 4 paletes, 3 guixaires pintors, 3 fusteries, 2 lampisteries, 2 electricistes, 4 perruqueries, 1 restaurant, 2 agències immobiliàries i 2 salons de bellesa.
Dels 7 establiments comercials que hi havia el 2009, 1 era un hipermercat, 2 fleques, 1 una fleca, 1 una peixateria i 2 floristeries.
L'any 2000 a Sérifontaine hi havia 11 explotacions agrícoles que ocupaven un total de 1.015 hectàrees.

## Equipaments sanitaris i escolars
L'únic equipament sanitari que hi havia el 2009 era una farmàcia.
El 2009 hi havia 1 escola maternal i 2 escoles elementals.

## Poblacions més properes
El següent diagrama mostra les poblacions més properes.